# Marko Andić
Marko Andić (in serbo Марко Aнђић?; Požega, 14 dicembre 1983) è un calciatore serbo, difensore dell'Udarnik Višnjevac.